# Oratorio di San Rocco

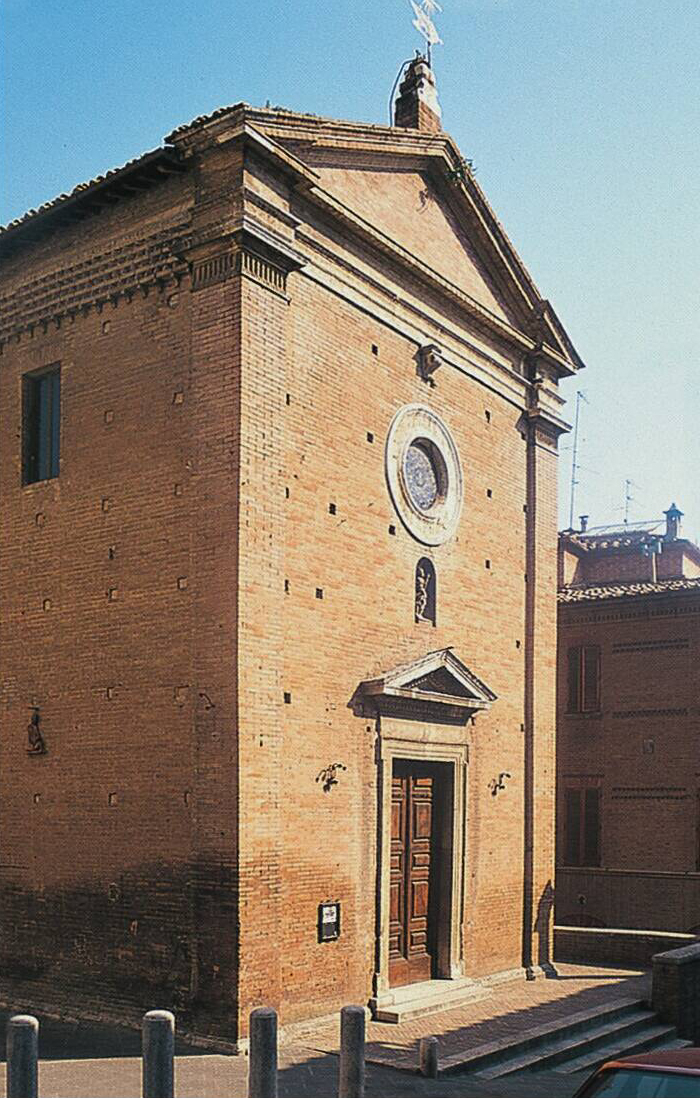
Oratorio di San Rocco

Die Kirche Oratorio di San Rocco in Siena (auch Oratorio di San Rocco alla Lupa und Oratorio dei Santi Rocco e Giobbe in Vallerozzi genannt) ist dem Heiligen Rochus von Montpellier (Festtag 16. August) gewidmet. Der Kopatron der Kirche ist Ijob.

## Lage
Die Kirche befindet sich innerhalb der Stadtmauern in der Straße Via Vallerozzi 63 (Fassade). Die Rückseite grenzt an die Straße Via Pian d’Ovile. Beide befinden sich im Stadtdrittel Terzo di Camollia in der Contrada Lupa (Wölfin), deren Kontradenkirche sie ist. Zum Gebäudekomplex gehört die Krypta, die heute als Kontradenmuseum genutzt wird und 2002 restauriert wurde sowie die Cappellone (große Kapelle).

## Geschichte
Das Gebäude entstand auf Betreiben von Personen, die sich von der Compania laicale di San Sebastiano (Via Garibaldi) abwendeten und die Compania di San Rocco gründeten. Begonnen wurde mit dem Bau der Kirche um das Jahr 1511, wie in einem Bericht des Sigismondo Tizio aus dem gleichen Jahr beschrieben wird. Ab 1526 wurde mit den Ausschmückungen des Innenraumes durch seneser Künstler begonnen. Dafür gründete die Compagnia laicale di San Rocco den Zirkel Tavola del Crocefisso, an dem unter anderen Bernardino Capitelli, Ilario Casolani, Giovan Paolo Pisani, Simondio Salimbeni und Niccolò Tornioli teilnahmen. Die Säule mit der Lupa romana (Römische Wölfin bzw. Kapitolinische Wölfin) wurde 1548 aufgestellt und bereits 1602 ersetzt. Die Wölfin befindet sich heute im Sala delle Vittorie. Die Wölfin, die heute vor der Kirche steht ist eine Schenkung der Stadt Rom aus dem Jahr 1966. Die Fassade besteht aus einem Rundfenster, gestaltet in Polychromie, mit dem Wappen der Arte dei Calzolai (Schuhmacher-Innung), unter diesem befindet sich eine Wandnische mit der Statue des hl. Rochus aus der Werkstatt der Mazzuoli.
Zu den wichtigsten Kunstwerken der Kirche gehört der Freskenzyklus Storie di San Rocco von Crescenzio Gambarelli und Rutilio Manetti, der zwischen 1605 und 1610 im anliegenden Gebäude Cappellone di San Rocco entstand. Fertiggestellt wurde das Oratorium zwischen 1530 und 1540. Seit dem Baubeginn, an dem die Contrada mitwirkte, wurde der Ort als Kirche und als Contradensitz benutzt. Erste Differenzen zwischen der Kirche und der Contrada entstanden um 1740, als die Contrada den Cappellone nicht mehr nutzen sollte. Die Streitigkeiten wurden am 8. August 1743 niedergelegt und der Contrade erlaubt, die Örtlichkeiten zu nutzen, allerdings gegen eine Entschädigung von 12 Scudi und 7 Lire sowie dem symbolischen Beitrag von drei geschmückten weißen Kerzen jährlich. Zudem mussten ab diesem Zeitpunkt die gewonnenen Palios (Palii) in den Räumen der Kirche ausgestellt werden. Der rechteckige Campanile mit seinen vier Bögen und den vier Glocken stammt ebenfalls aus dem 18. Jahrhundert.
Am 21. März 1785 musste die Contrade auf Weisung des Großherzogs Leopold II. San Rocco verlassen und zog in die Chiesa di San Donato ai Montanini an der damaligen Piazzetta di San Donato (heute Piazzetta dell’Abadia auf der Contradengrenze zur Raupe (Bruco)), stellte aber gleichzeitig bei dem Erzbischof Tiberio Borghesi den Antrag, San Rocco zurückzuerhalten. Diesem Antrag wurde am 8. Februar 1786 entsprochen und dieses am 10. September 1789 von Leopold II. bestätigt. Seitdem ist sie Eigentum der Contrada Lupa. Größere Restaurierungen fanden 1910, 1933/34 und 1962 statt. Seit 1962 schmückt der Kontradenbrunnen, vom Architekten Giovanni Barsacchi gestaltet und von Emilio Montagnani ausgeführt und in Bronze gestaltet wurde, die Rückseite der Kirche. Die Kirche gehört zum Erzbistum Siena-Colle di Val d’Elsa-Montalcino.

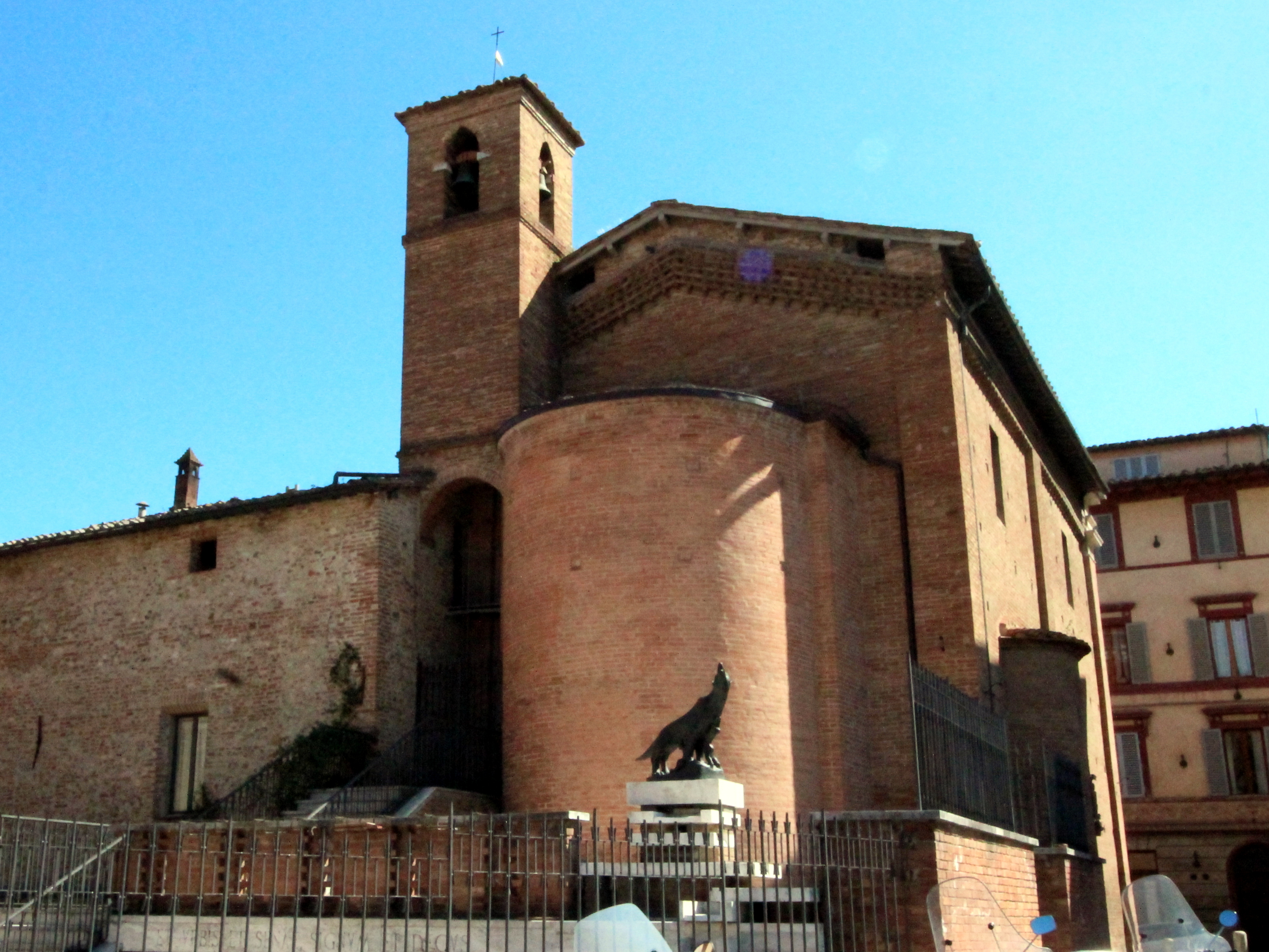
Die Rückseite von San Rocco, mit Campanile, Apsis und dem Brunnen von Barsacchi und Montagnani

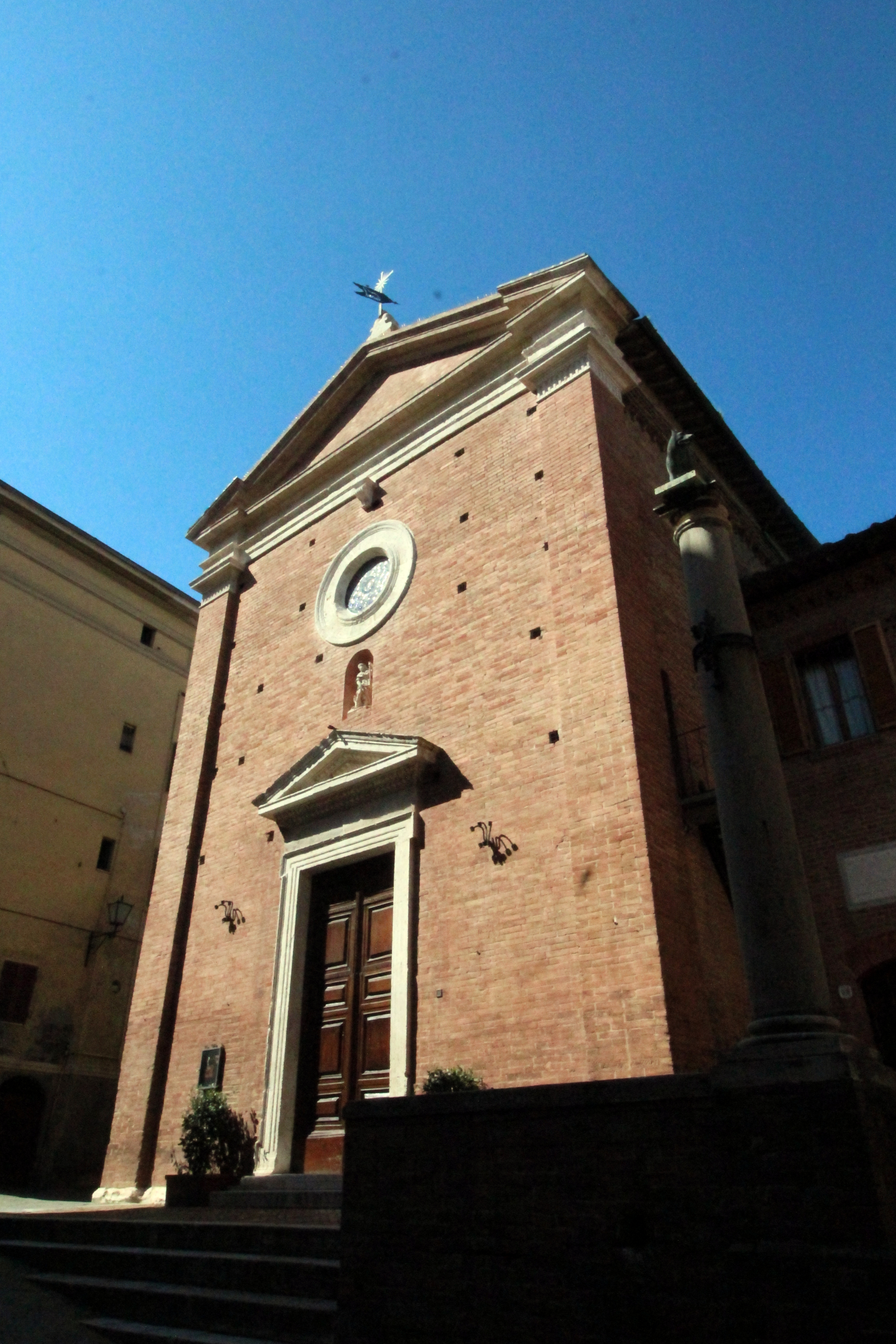
Ansicht von Südosten mit der Statue Lupa Romana (rechts)

## Werke in den Innenräumen (Auswahl)
- Mattia Bolognini: Lo sposalizio della Vergine (Ölgemälde auf Leinwand, 204 × 118 cm, frühes Werk des Schülers von Rutilio Manetti)[6]
- Ilario Casolani: San Carlo Borromeo (Leinwandgemälde, 1629 entstanden)
- Domenico Manetti: Storie della Vita di San Giobbe (1651 entstanden)
- Rutilio Manetti mit Crescenzio Gambarelli: Storie di San Rocco, Freskenzyklus im Cappellone, zwischen 1605 und 1610 entstanden, enthält im Einzelnen die Werke:
  - San Rocco guarisce un appestato (zweites Gewölbe, um 1605 durch Gambarelli entstanden)
  - San Rocco libera a Roma dalla peste il cardinale Britannico e la città (zweites Gewölbe, um 1605 durch Gambarelli entstanden)
  - Il cardinale presenta il santo al papa (zweites Gewölbe, um 1605 durch Gambarelli entstanden)
  - San Rocco risana un appestato a Piacenza (zweites Gewölbe, um 1605 durch Gambarelli entstanden)
  - Giovanni e Libera, genitori di San Rocco, pregano per avere un figlio (erstes Gewölbe, zwischen 1605 und 1610 durch Manetti entstanden)
  - Libera mostra al marito la crocetta rossa apparsa sul petto del piccolo Rocco (erstes Gewölbe, zwischen 1605 und 1610 durch Manetti entstanden)
  - San Rocco dona il pane ai poveri (erstes Gewölbe, zwischen 1605 und 1610 durch Manetti entstanden)
  - Il Santo accanto al letto del padre morente (erstes Gewölbe, zwischen 1605 und 1610 durch Manetti entstanden)
  - Il giovane Rocco rinuncia alla nobilità e si fa pellegrino (Seitenwand, zwischen 1605 und 1610 durch Manetti entstanden)
  - Cura gli appestati nell’Ospedale di Acquapendente (Seitenwand, zwischen 1605 und 1610 durch Manetti entstanden)
  - San Rocco appestato è confortato dal proprio cane (Seitenwand, zwischen 1605 und 1610 durch Manetti entstanden)
  - Il nobile Gottardo, seguendo il carne, scopre San Rocco (Seitenwand, zwischen 1605 und 1610 durch Manetti entstanden)
  - Il Santo risana le bestie (Seitenwand, zwischen 1605 und 1610 durch Manetti entstanden)
  - San Rocco e i cittadini di Piacenza odono la voce divina (Seitenwand, zwischen 1605 und 1610 durch Manetti entstanden)
  - Funerali di San Rocco (Seitenwand, zwischen 1605 und 1610 durch Manetti entstanden)
  - Martino V. e i padri conciliari a Costanza portano in processione la statua del Beato Rocco (Seitenwand, zwischen 1605 und 1610 durch Manetti entstanden)
- Bernardino Mei: Storie della Vita di San Giobbe
- Astolfo Petrazzi:
  - Gloria di San Giobbe (Werk mit Beiträgen von Francesco Bertini)
  - Transito di San Giobbe (Werk mit Beiträgen von Francesco Bertini, 1648 entstanden)
- Simondio Salimbeni:
  - Disputa di Gesù al tempio
  - Riposo durante la fuga (1620 entstanden)
  - Discesa dello spirito Santo
  - Transito della Madonna (Ölgemälde auf Wand, 1621 entstanden)
- Ventura Salimbeni: Apparizione della Madonna col Bambino a San Rocco (Leinwandgemälde, 1603 entstanden)
- Girolamo Sellari (Girolamo Sellari da Carpi): Epifania oder Adorazione dei Magi (Ölgemälde auf Leinwand, 204 × 118 cm, um 1550 entstanden. Entstammt den Besitztümern von Ippolito II. d’Este)[7]
- Bernardino Vanni: Visitazione[4]
- Raffaello Vanni:
  - Incoronazione della Madonna (Ölgemälde auf Leinwand, 204 × 118 cm)[8]
  - San Giobbe e il demonio (Leinwandgemälde, 1622 entstanden)

## Werke ungesicherter Herkunft
- Assunzione di Maria Vergine, Giovanni di Lorenzo Cini zugeschrieben
- La circoncisione di Gesù, (Unbekannter Künstler aus dem 16. Jahrhundert, 211,5 × 114,5 cm)[9]
- Educazione di Maria Vergine, Deifebo Burbarini zugeschrieben
- I Santi Giacomo, Girolamo, Antonio da Padova e Beato Sorore, Francesco Bertini zugeschrieben
- San Michele, Leinwandgemälde aus dem Umfeld des Vincenzo Rustici (evtl. von Francesco Rustici[4])
- San Sebastiano, Leinwandgemälde aus dem Umfeld des Vincenzo Rustici
- Santi quattro patroni di Siena, Ilario Casolani zugeschrieben
- Sposalizio di Maria Vergine, Simondio Salimbeni zugeschrieben
- Statua del Cappellone, den hl. Rochus abbildend, wird dem Gambarelli zugeordnet. Befand sich bis 1951 in der Apsis der Kirche und seitdem in einer Wandnische des Cappellone.[3]

## Orgel
Die Bühne für die Orgel über dem Eingangstor entstand 1878 durch Girolamo Rubini, Giuseppe Partini und Tito Sarrocchi. Die Orgel selbst stammt von Nicomede Agati (1796–1885) und seinem Verwandten Luigi (1823–1911). Sie wurde 1986 von Anselmi-Tamburini aus Pianengo restauriert.